# Аршинцево (станция)
Аршинцево — тупиковая промежуточная станция Крымской железной дороги.
Расположена в городе Керчи, в микрорайоне Аршинцево (ранее село Камыш-Бурун), на линии «Керчь» — «Аршинцево», ближайшая станция Керчь-Южная (7 км). Далее от станции идёт путь необщего пользования, соединяющий её с подъездными путями судостроительного завода "Залив", морского порта, Камыш-Бурунской ТЭЦ и промышленной станцией "Камыш-Бурун", обслуживавшей вышеуказанные объекты. Ранее имелось соединение с развитой железнодорожной сетью ныне не существующего Камыш-Бурунского железорудного комбината.
По состоянию на январь 2022 г., по станции «Аршинцево» пассажирское и грузовое сообщение отсутствует. Подъездные пути также являются недействующими.

## История
Открыта в 1946 году, до 1952 года называлась Камыш-Бурун, также как и расположенный неподалеку поселок. В послевоенные годы была названа именем командира 11-го стрелкового корпуса Героя Советского Союза генерал-майора Бориса Никитовича Аршинцева. После вхождения Камыш-Буруна в состав Керчи, станция Аршинцево находилась в Орджоникидзевском районе Керчи.
Прибывающие грузовые составы расформировывались, вагоны маневровыми тепловозами железнодорожного цеха Камыш-Бурунского железорудного комбината доставлялись на предприятия. Промежуточные манёвры и сортировка производились на промышленной ст. Камыш-Бурун и путях железорудного комбината. После выгрузки и погрузки производился обратный вывод на ст. Аршинцево, где для производства при необходимости текущего ремонта подвижного состава имелся вагонный участок. Формировались и отправлялись поезда назначением на станции керченского железнодорожного узла.
До конца 1990-х годов до ст. Аршинцево имелось внутригородское и пригородное сообщение. На станции сохранились низкие пассажирские посадочные платформы. Поезда из тепловоза с несколькими пассажирскими вагонами следовали до станций керченского железнодорожного узла и порта Крым.